# Beate Roth
Beate Roth (geboren 6. April 1960) ist eine deutsche Richterin. Sie ist seit 2019 Mitglied des Staatsgerichtshofs des Landes Hessen.

## Leben
Die Juristin Roth ist seit 14. September 1992 Richterin am Verwaltungsgericht Frankfurt am Main und heute dessen Vorsitzende Richterin in der 6. Kammer.
Am 2. April 2019 wurde Roth auf Vorschlag der Fraktion Bündnis 90/Die Grünen vom Hessischen Landtag zum stellvertretenden nicht richterlichen Mitglied des Hessischen Staatsgerichtshofs gewählt.
Seit 2004 ist Roth Mitglied von Bündnis 90/Die Grünen und engagiert sich in der Kommunalpolitik. Von 2011 bis 2018 war sie Stadtverordnete von Rosbach vor der Höhe. Seit 29. Februar 2020 ist sie Mitglied des Rosbacher Ortsvorstands von Bündnis 90/Die Grünen und dessen Schatzmeisterin.
Roth ist verheiratet und hat zwei erwachsene Kinder.